# Utricularia guyanensis
Utricularia guyanensis är en tätörtsväxtart som beskrevs av A. Dc.. Utricularia guyanensis ingår i släktet bläddror, och familjen tätörtsväxter. Inga underarter finns listade i Catalogue of Life.